# Saison 5 de 90210 Beverly Hills : Nouvelle Génération
Chronologie
Saison 4
Cet article présente le guide des épisodes de la cinquième et ultime saison de la série télévisée américaine 90210 Beverly Hills : Nouvelle Génération (90210).

## Distribution

### Principaux et récurrents
| Principaux - Shenae Grimes (V. F. : Laëtitia Godès) : Annie Wilson - Tristan Wilds (V. F. : Donald Reignoux) : Dixon Wilson - AnnaLynne McCord (V. F. : Aurélie Nollet) : Naomi Clark - Jessica Stroup (V. F. : Noémie Orphelin) : Erin Silver - Michael Steger (V. F. : Jonathan Amram) : Navid Shirazi - Jessica Lowndes (V. F. : Pamela Ravassard) : Adrianna Tate-Duncan - Matt Lanter (V. F. : Alexis Tomassian) : Liam Court | Récurrents - Zachary Ray Sherman (V. F. : Geoffrey Vigier) : Jasper Herman - Abbie Cobb (V. F. : Geneviève Doang) : Emily Bradford - Josh Zuckerman (V. F. : Alexandre Gillet) : Max Miller - Ryan Rottman (V. F. : Benjamin Tribes) : Shane - Michelle Hurd (V. F. : Juliette Degenne) : Rachel Gray - Arielle Kebbel (VF : Philippa Roche) : Vanessa Shaw - Justin Deeley (V. F. : Fabrice Trojani) : Austin Tallridge - Wes Brown (V. F. : Benoît DuPac) : Taylor Williams - Trai Byers (V. F. : Namakan Koné) : Alec Martin - Riley Smith (V. F. : Julien Allouf) : Riley Wallace - Peyton List (V. F. : Olivia Luccioni) : Lindsey Beckwith - Jessica Parker Kennedy (V. F. : Flora Kaprielian) : Megan Rose - Natalie Morales (V. F. : Valérie Nosrée) : Ashley Howard - Ashley Jones (V. F. : Françoise Escobar) : Amanda Barnard - Rob Mayes (V. F. : Brice Ournac) : Colin Andrews - Amber Stevens (V. F. : Laurence Sacquet) : Bryce Woodbridge - Grant Gustin (V. F. : Romain Redler) : Campbell Price - Morgan Phillips (V. F. : Robin Barde) : Simon - Lyndon Smith (V. F. : Camille Donda) : Michaela - Charlie Weber (V. F. : Benjamin Pascal) : Mark Holland - Melissa Ordway (V. F. : Adeline Moreau) : Sydney Price - Robbie Jones (V. F. : Jean-Baptiste Anoumon) : Jordan Welland - Keke Palmer (V. F. : Alexia Papineschi) : Elizabeth Royce Harwood - Robin Givens (V. F. : Ivana Coppola) : Cheryl Harwood |

### Invités
- Justin Deeley (en) : Austin Tallridge[1] (épisode 1)
- Lori Loughlin : Debbie Wilson[2] (épisode 1)
- Carly Rae Jepsen : elle-même[3] (épisode 1)
- Sammy Adams : lui-même (invité musical)[4] (épisode 2)
- Lindsey McKeon : Suzanne[5] (épisode 3)
- Jason Thompson : Eugene Thompsen[6] (épisode 3)
- Ryan Lochte : lui-même[7] (épisode 4)
- Denise Richards : Gwen[8] (épisode 8)
- Ne-Yo : lui-même[9] (épisode 7)
- Taio Cruz : lui-même[10] (épisode 8)
- Tegan and Sara : invité musical[11] (épisode 9)
- Rita Ora : elle-même (épisode 10)
- Christina Moore : Tracy Clark (épisode 10)
- Adam Gregory : Ty Collins[12] (épisode 11)
- Joey McIntyre : lui-même[13] (épisode 13)
- Terrell Owens : lui-même[14] (épisode 13)
- Robbie Jones : Jordan Welland[15] (épisode 17)
- Merrin Dungey : thérapeute de Liam[16] (épisode 14)
- Olly Murs : lui-même[17] (épisode 19)
- Goo Goo Dolls : invité musical[18] (épisode 21)
- Fall Out Boy : eux-mêmes. (épisode 21)

## Épisodes

### Épisode 1:Les nerfs à vif
- États-Unis : 8 octobre 2012[19]
- France : 
  - 27 août 2013 sur 6ter[20]
  - 24 octobre 2013 sur M6
- Suisse : 
  - 3 février 2014 sur RTS Deux

- États-Unis : 0,94 million de téléspectateurs[21] (première diffusion)

- Carly Rae Jepsen (invitée musicale)
- Lori Loughlin (Debbie Wilson)
- Justin Deeley (Austin Tallridge)
- Wes Brown (Taylor)

Les ami(e)s de Dixon apprennent que celui-ci a eu un accident de voiture. Annie doit l'identifier parmi les 3 victimes de l'accident mais aucune d'entre elles n'est Dixon. Il est à l'hôpital dans un état grave mais parvient à dire qu'il veut voir Adrianna. Celle-ci, partie à Las Vegas avec Austin, a couché avec un autre pour oublier Dixon. Lorsqu'elle apprend dans quel état il se trouve, elle laisse tout tomber et rentre à Los Angeles pour être auprès de lui. Vanessa revient pour annoncer à Liam qu'une suite est prévue grâce au succès du premier film. Liam ne veut rien entendre et la repousse. Malheureusement, s'il veut rompre son contrat, il devra payer 200000 dollars. Il n'a pas d'autre choix que de mettre son bar en vente. Naomi et Max décident de se marier en privé. Ils prennent la limousine qui était réservée au mariage de Max pour partir à Las Vegas mais vont avoir un petit accident. Ils sont pris en stop par un homme qui profite d'eux pour cambrioler des stations essence. La police les prend en chasse et ils se retrouvent au poste. C'est Alec, l'associé de Max, qui paye la caution et vient les chercher. Il fait comprendre à Max que Naomi le fera encore souffrir, mais Max ne veut rien entendre. De retour à Los Angeles, Alec dit à Naomi ce qu'il pense de leur relation. 
Teddy hésite beaucoup à être le père de l'enfant de Silver, mais accepte finalement. 

### Épisode 2:Face à la réalité
- États-Unis : 15 octobre 2012
- France : 
  - 27 août 2013 sur 6ter
  - 25 octobre 2013 sur M6

- États-Unis : 1,06 million de téléspectateurs[22] (première diffusion)

- Trai Byers (Alec)
- Wes Brown (Taylor)
- Riley Smith (Riley)
- Arielle Kebbel (Vanessa)

### Épisode 3:Les Bienfaits de l'insouciance
- États-Unis : 22 octobre 2012
- France : 
  - 27 août 2013 sur 6ter
  - 28 octobre 2013 sur M6

- États-Unis : 0,91 million de téléspectateurs[23] (première diffusion)

- Jason Thompson (Eugene Thompsen)
- Trai Byers (Alec)
- Riley Smith (Riley)
- Peyton List (Lindsey Beckwith)
- Arielle Kebbel (Vanessa)
- Jessica Parker Kennedy (Megan Rose)

### Épisode 4:La vie sauvage
- États-Unis : 5 novembre 2012[24]
- France : 
  - 3 septembre 2013 sur 6ter
  - 29 octobre 2013 sur M6

- États-Unis : 0,85 million de téléspectateurs[25] (première diffusion)

- Ryan Lochte (lui-même)
- Rob Mayes (Colin)
- Peyton List (Lindsey)
- Nicole Paggi (Kendall)
- Wes Brown (Taylor)

### Épisode 5:Double jeu
- États-Unis : 12 novembre 2012
- France : 
  - 3 septembre 2013 sur 6ter
  - 30 octobre 2013 sur M6

- États-Unis : 1,16 million de téléspectateurs[26] (première diffusion)

- Nelly Furtado (elle-même)
- Carmen Electra (Vesta)
- Rob Mayes (Colin)
- Riley Smith (Riley)
- Trai Byers (Alec)
- Peyton List (Lindsey)
- Jessica Parker Kennedy (Megan Rose)

### Épisode 6:L'arnaqueur
- États-Unis : 19 novembre 2012
- France : 
  - 3 septembre 2013 sur 6ter
  - 31 octobre 2013 sur M6

- États-Unis : 0,78 million de téléspectateurs[27] (première diffusion)

- Peyton List (Lindsey)
- Riley Smith (Riley)
- Rob Mayes (Colin)
- Trai Byers (Alec)
- Wes Brown (Taylor)

### Épisode 7:Veux-tu... ne pas m'épouser?
- États-Unis : 26 novembre 2012
- France : 1er novembre 2013 sur 6ter

- États-Unis : 0,97 million de téléspectateurs[28] (première diffusion)

- Ne-Yo (invité musical)
- Riley Smith (Riley)
- Trai Byers (Alec)
- Amber Stevens (Bryce Albright)
- Arielle Kebbel (Vanessa)
- Natalie Morales (Ashley Howard)

### Épisode 8:902-100
- États-Unis : 3 décembre 2012
- France : 
  - 10 septembre 2013 sur 6ter
  - 4 novembre 2013 sur M6

- États-Unis : 0,99 million de téléspectateurs[29] (première diffusion)

- Taio Cruz (lui-même)
- Denise Richards (Gwen Thompson)
- Carmen Electra (Vesta)
- Arielle Kebbel (Vanessa)
- Zachary Ray Sherman (Jasper Herman)
- Abbie Cobb (Emily Bradford)

### Épisode 9:Qui aime bien châtie bien
- États-Unis : 10 décembre 2012
- France : 
  - 10 septembre 2013 sur 6ter
  - 5 novembre 2013 sur M6

- États-Unis : 1,11 million de téléspectateurs[30] (première diffusion)

- Tegan and Sara (invité musical)
- Trai Byers (Alec)
- Amber Stevens (Bryce Albright)
- Arielle Kebbel (Vanessa)
- Natalie Morales (Ashley Howard)
- Jessica Parker Kennedy (Megan Rose)

### Épisode 10:Road Trip
- États-Unis : 21 janvier 2013
- France : 17 septembre 2013 sur 6ter

- États-Unis : 0,79 million de téléspectateurs[31] (première diffusion)

- Rita Ora (invitée musicale)
- Arielle Kebbel (Vanessa)
- Natalie Morales (Ashley Howard)
- Jessica Parker Kennedy (Megan Rose)
- Christina Moore (Tracy Clark)

### Épisode 11:Le monde à l'envers
- États-Unis : 28 janvier 2013
- France : 17 septembre 2013 sur 6ter

- États-Unis : 0,78 million de téléspectateurs[32] (première diffusion)

- Adam Gregory (Ty Collins)
- Chris Zylka (Jason)
- Jessica Parker Kennedy (Megan Rose)

Après s'être fait tirer dessus, Annie fait une hémorragie interne et doit se faire opérer. En apprenant la nouvelle, Adrianna se sent terriblement coupable car c'est elle qui a révélé à Ashley que Vanessa était de retour. Ayant entendu son aveu, Dixon se fâche encore sur elle et Adrianna décide de quitter l'hôpital. 
Pendant ce temps, Annie se réveille dans un théâtre après avoir pris un coup sur la tête. Fiancée à Jason, habitant toujours au Kansas et ne parlant plus à Dixon, Annie ne comprend plus ce qu'il se passe. Elle décide donc de partir pour Beverly Hills. Là-bas, elle découvre un Dixon devenu un rappeur célèbre, un Navid toutou de Dixon, une Naomi complètement fauchée et essayant d'épouser Teddy, une Silver devenue une journaliste faisant des coups bas, une Adrianna star d'Hollywood complèmentement alcoolique et un Liam fils à papa endetté.

### Épisode 12:La rage au ventre
- États-Unis : 4 février 2013
- France : 17 septembre 2013 sur 6ter

- États-Unis : 0,79 million de téléspectateurs[33] (première diffusion)

- Riley Smith (Riley)
- Jessica Parker Kennedy (Megan Rose)

### Épisode 13:Scandale
- États-Unis : 11 février 2013
- France : 24 septembre 2013 sur 6ter

- États-Unis : 0,66 million de téléspectateurs[34] (première diffusion)

- Joey McIntyre (lui-même)
- Terrell Owens (lui-même)

### Épisode 14:Demi-Frère
- États-Unis : 18 février 2013
- France : 24 septembre 2013 sur 6ter

- États-Unis : 0,55 million de téléspectateurs[35] (première diffusion)

- Wolfgang Puck (lui-même)
- Natalie Morales (Ashley)
- Charlie Weber (Mark)
- Lyndon Smith (Michaela)

### Épisode 15:Silence, ça tourne!
- États-Unis : 25 février 2013
- France : 24 septembre 2013 sur 6ter

- États-Unis : 0,58 million de téléspectateurs[36] (première diffusion)

- Charlie Weber (Mark)
- Lyndon Smith (Michaela)
- Grant Gustin (Campbell)

Annie réalise que ce qu’elle veut vraiment dans la vie, c’est être avec Liam. Mais la situation est compliquée : ils sont amis et colocataires et elle ne veut pas tout gâcher, même si elle fantasme sur lui. Finalement, elle lui avoue ses sentiments mais il est saoul, et il s’endort à ce moment-là. Liam, lui, veut trouver quoi faire dans la vie, et Annie le pousse à se bouger. Il pense ouvrir une brasserie mais il ne connaît rien à la bière.
Silver et Adrianna se demandent comment utiliser leur camion. Après un conseil de Dixon, Silver décide d'en faire un studio de cinéma mobile. Dixon signe Michaela dans son label, lui fait une chanson, et lui obtient un numéro à l’ouverture du restaurant de Naomi. Silver est furieuse d'être mise devant le fait accompli. 
Navid découvre que Campbell trompe sa fiancée avec une ex.

### Épisode 16:Sea, sex and fun
- États-Unis : 4 mars 2013
- France : 24 septembre 2013 sur 6ter

- États-Unis : 0,64 million de téléspectateurs[37] (première diffusion)

- Charlie Weber (Mark)
- Lyndon Smith (Michaela)

Liam décide d’ouvrir sa boutique de planches de surf personnalisées pour femmes, mais les choses se compliquent lorsqu'il commence à sortir avec Sydney, sa première investisseuse, qui se révèle être la belle-mère de Campbell. 
Mark reçoit une proposition pour travailler dans un grand restaurant de New York. Annie le pousse à accepter cette opportunité, mais Naomi veut qu'il reste à Los Angeles. Elle essaie de le caser avec Adrianna pour lui donner une raison supplémentaire de rester.
Dixon et Silver tournent le clip vidéo de Michaela. Dixon a investi beaucoup d'argent et ce clip est sa dernière chance. Michaela est officiellement enceinte. 

### Épisode 17:La folie des grandeurs
- États-Unis : 11 mars 2013
- France : 24 septembre 2013 sur 6ter

- États-Unis : 0,67 million de téléspectateurs[38] (première diffusion)

- Robbie Jones (Jordan Welland)
- Lyndon Smith (Michaela)

Liam découvre que Cronus projette d’accuser Navid pour le scandale de la triche. Il se fait passer pour leur ami afin de trouver des preuves que ce sont eux les coupables et d'aider Navid. 
Naomi rencontre l’étoile montante de l’industrie des médias Jordan Welland, qui l’engage pour organiser des évènements pour sa boîte. Mais elle a le moral à plat après avoir reçu les papiers du divorce. Annie, Adrianna et Silver lui organisent une soirée entre filles qui se termine de façon désastreuse. Le lendemain, Naomi réalise qu’elle porte une bague au doigt et cherche à savoir ce qui s'est passé puisqu'elle n'a aucun souvenir de la soirée. Elle "enquête" avec Adrianna et Silver, qui semble avoir quelque chose à cacher, tandis qu'Annie reste introuvable.

### Épisode 18:Bas les masques!
- États-Unis : 15 avril 2013
- France : 1er octobre 2013 sur 6ter

- États-Unis : 0,55 million de téléspectateurs[39] (première diffusion)

- Robbie Jones (Jordan Welland)
- Charlie Weber (Mark)
- Lyndon Smith (Michaela)

Naomi est chargée d'organiser une soirée pour la sortie d'un livre, top secrète car l'auteur veut rester anonyme. Naomi ne peut s'empêcher de faire lire un paragraphe à Silver, qui reconnait tout de suite l'histoire de Annie. Silver confronte Annie qui confirme être "Author X". Lors de la soirée pour le livre, Naomi demande à Liam de lire un passage, il se rend alors compte qu'un personnage est basé sur lui et que Annie est l'auteur du livre. Pendant la soirée, Naomi veut impressionner l'homme qui l'a engagé, et souhaite que l'auteur soit démasquée, mais elle ne sait pas qui c'est, elle pense avoir trouvé qui c'était et lui dit qu'elle ne devrait pas avoir honte d'avoir été une prostituée, malheureusement il se trouve que cette demoiselle en question était en fait la sœur du garçon qu'elle souhaite impressionner ! Une fois tout le monde parti, Annie avoue à son amie que c'est elle la mystérieuse auteur, Naomi la pousse à être fière de son travail et à se dévoiler.

### Épisode 19:New York, New York
- États-Unis : 22 avril 2013
- France : 1er octobre 2013 sur 6ter

- États-Unis : 0,49 million de téléspectateurs[40] (première diffusion)

- Olly Murs (invité musical)
- Marie Avgeropoulos (Cassie)
- Robbie Jones (Jordan Welland)
- Robin Givens (Cheryl, mère de Jordan)

Annie tombe sur un Patrick furieux d'apprendre qu'elle veut dévoiler son identité, et la menace, si elle se dévoile, Patrick et sa femme ne s'en remettront pas et il se vengera en détruisant sa famille à elle. Naomi souhaite impressionner Jordan et décide de participer à une vente aux enchères caritative qu'organise la mère de ce dernier à New York. Mark se vend, lui et ses talents culinaires, pour 20000 $, seulement tout ne se passe pas comme prévu puisque la mère de Jordan confronte Naomi à son casier judiciaire et son mariage de quelques mois à peine. Naomi, lasse de se faire rabaisser, l'envoie balader. Elle ne veut pas se justifier et tourne les talons devant un Jordan impressionné qui n'a jamais vu personne tenir tête à sa mère!
De son côté Annie avoue à la télé être l'auteur du livre avec le soutien de Dixon, honteux de l'avoir inconsciemment forcée à se prostituer. Patrick, furieux, vient menacer Annie jusqu'à New York. Les journalistes ont fait le rapprochement et sa femme est au courant de tout!
Michaela veut participer à un concours de chant et doit écrire une chanson en deux jours. Elle demande l'aide d'Adrianna qui accepte pour se changer les idées après sa folle nuit d'amour avec Navid. Michaela lui avoue s'être inspirée de sa courte histoire avec Navid qui lui plaît vraiment. Adrinanna se rend compte qu'elle veut retourner avec ce dernier mais il lui dit qu'eux deux c'est de l'histoire ancienne. Après avoir écouté la chanson, Silver se rend compte que Michaela pourrait gagner le concours, donc partir en tournée, et elle pose son véto. En apprenant cette nouvelle, Adrianna est de plus en plus énervée contre son ancienne amie et décide d'envoyer la démo de la chanson elle-même.

### Épisode 20:Pacte avec le diable
- États-Unis : 29 avril 2013
- France : 1er octobre 2013 sur 6ter

- États-Unis : 0,55 million de téléspectateurs[41] (première diffusion)

- Robbie Jones (Jordan Welland)
- Robin Givens (Cheryl, mère de Jordan)
- Charlie Weber (Mark)
- Lyndon Smith (Michaela)

Annie recrute un avocat pour défendre Mark mais les choses se compliquent. Mark est déjà en liberté conditionnelle pour trafic de drogue, et en plus il a deux enfants de 11 ans. Si son ex-femme apprend son arrestation, elle n'aura aucun mal à obtenir la garde exclusive des enfants et pourra partir avec eux dans le Vermont où elle a trouvé du boulot. Naomi tente de cacher aux enfants de Mark qu’il est en prison mais Liam refuse de leur cacher la vérité et les emmène le voir. C’est finalement Jordan qui le fait sortir de prison, avec l'aide de sa mère. Malheureusement, cette dernière ne fait rien gratuitement et on comprend que Jordan va devoir en payer le prix...
La chanson de Michaela a été choisie: elle participera au concert et à la tournée!
Silver ne l'entend pas de cette oreille et décide de renvoyer Michaela à Washington.
Adrianna et Navid, malgré ce qu’ils s’étaient dit, recouchent ensemble mais Michaela les surprend. Elle ne veut pas écouter les explications d'Adrianna à qui elle s'était confiée. 
Plus tard, Silver et Dixon découvrent que Michaela a fait ses valises et a quitté la ville.

### Épisode 21:Feux d'artifice
Pour les articles homonymes, voir Feu d'artifice (homonymie).
- États-Unis : 6 mai 2013
- France : 1er octobre 2013 sur 6ter

- États-Unis : 0,6 million de téléspectateurs[42] (première diffusion)

- Fall Out Boy (invité musical)
- Robbie Jones (Jordan Welland)
- Keke Palmer (Elizabeth, sœur de Jordan)

Naomi apprend que Jordan est rentré de New York et ne lui a rien dit. Elle va le voir à l'improviste, et tombe sur Jordan, sa sœur Elizabeth et le prince Harry Nagato du Japon. Jordan rompt avec Naomi sous les yeux de sa mère. Quand Annie apprend la nouvelle, elle lui explique que c’était sans doute la dette à payer pour l'aide apportée à Mark. Plus tard, Elizabeth appelle Naomi à la rescousse: le prince a pris des cachets et est hors de contrôle. Naomi les rejoint dans la chambre d'hôtel et prend les choses en main jusqu'à ce que le prince Harry fasse une overdose.
Cette hospitalisation passe aux infos, et Cheryl Welland furieuse débarque et chasse Naomi de l'hôtel. Quand Jordan demande à Naomi pourquoi elle a aidé sa sœur, elle répond qu'elle voulait prouver à sa mère qu'elle n'est pas un "boulet au pied" . Lors d'une conférence de presse, Naomi se dévoile en tant que celle qui accompagnait le prince, afin de protéger la réputation d'Elisabeth et de sa famille. 
Michaela est introuvable. Dixon appelle Teddy, qui débarque à L.A. pour les aider à la chercher. 
Ils finissent par la retrouver dans un bar. Elle dit qu’elle avait besoin de temps pour annoncer à Silver qu'elle a fait une fausse couche.
Plus tard, Silver va passer de nouveaux examens médicaux.
Annie doit aller à Paris pour sa tournée littéraire. Elle accepte de racheter le bar à Liam, mais des problèmes de papier se posent. Quand ils sont enfin résolus, Liam hésite pourtant. Il a retrouvé la bague qu'il voulait offrir à Annie et semble se poser des questions. Annie annonce à Dixon qu’elle va rester à Paris, pour prendre un nouveau départ elle aussi.

### Épisode 22:Le triomphe de l'amour
- États-Unis : 13 mai 2013[43]
- France : 1er octobre 2013 sur 6ter

- États-Unis : 0,51 million de téléspectateurs[44] (première diffusion)

- Goo Goo Dolls (invité musical)
- Prince Michael Jackson (Cooper)

Après l'effondrement des décors et de la scène, les secouristes réussissent à évacuer tout le monde, cependant Adrianna reste introuvable. Naomi, Annie, Dixon, Silver et Liam restent aider auprès des secouristes. Navid décide d'aller chercher Adrianna sous les décombres et finit par la retrouver, la jambe coincée. Ils font des projets d'avenir. Adrianna appelle Silver pour s'excuser des problèmes qu'elles ont eu et pour lui dire qu'elle est désolée pour le bébé.
Naomi est harcelée par les journalistes à la suite de ses déclarations sur la nuit qu'elle a soi-disant passée avec le prince. Elle décide d'organiser un concert pour se faire bien voir des médias et pour récolter des fonds pour les victimes de l'effondrement. 
Silver apprend qu'elle a le cancer, Dixon vient alors la réconforter croyant qu'elle allait mal à propos de la perte de son bébé. Il lui dit qu'elle pourra toujours adopter et qu'elle pourrait tomber sur un enfant comme lui. Silver lui avoue qu'elle a le cancer et Dixon lui dit de continuer de se battre, que ses amis seront là pour la soutenir. 
Annie essaie de parler à Liam, mais ce dernier veut toujours aller en Australie. Plus tard, Sydney lui fait comprendre qu'il tient toujours à Annie et lui conseille de lire la fin du livre où Annie parle de ses sentiments envers lui. Sydney part seule prendre l'avion pour l'Australie.
La mère de Jordan vient parler à Naomi: le père du prince veut la rencontrer à Washington pour la remercier de s'être occupée de son fils. Naomi accepte à condition qu'elle et Jordan puissent se voir librement. 
Alors que Navid et Adrianna sont enfin sortis des décombres, Jordan, Naomi et Annie s'apprêtent à partir prendre leurs avions. Annie les accompagne jusqu'à Washington d'où elle s'envolera pour Paris. 